# Pygarctia albistrigata
Pygarctia albistrigata là một loài bướm đêm thuộc phân họ Arctiinae, họ Erebidae.